# Cistenides hyperborea
Cistenides hyperborea är en ringmaskart som beskrevs av Anders Johan Malmgren 1866. I den svenska databasen Dyntaxa används istället namnet Pectinaria hyperborea. Enligt Catalogue of Life ingår Cistenides hyperborea i släktet Cistenides och familjen Pectinariidae, men enligt Dyntaxa är tillhörigheten istället släktet Pectinaria och familjen Pectinariidae. Arten har ej påträffats i Sverige. Inga underarter finns listade i Catalogue of Life.